# Јелена Јованова
Јелена Јованова (Бања Лука, 21. октобра 1984) македонска је глумица која живи и ради у Хрватској.

## Филмографија
| Год.         | Назив                    | Улога           |
| ------------ | ------------------------ | --------------- |
| 2010.        | Као да ме нема           | Јасмина         |
| 2011.        | У земљи крви и меда      | Есма            |
| 2011.        | Треће полувреме          | Јеврејска мајка |
| 2013 — 2014. | ‎Тајне                    | Марина Франић   |
| 2014.        | ‎Куд пукло да пукло       | Надалија        |
| 2016.        | Устав Републике Хрватске | полицајка       |
| 2016.        | Преспав                  | Јелена          |